# Chilchlihöhle
Die Chilchlihöhle (auch Chilchlihöhli genannt) ist eine Höhle oberhalb von Erlenbach im Simmental im Berner Oberland in der Schweiz.

## Geographie
Die Höhle liegt auf 1810 Metern ü. M. im Stockhorngebiet und hat eine überdachte Bodenfläche von 60 Quadratmetern. Der Höhlenraum umfasst rund 160 Kubikmeter. Sie liegt an der Wanderroute Schnurenloch im Simmental.

## Vorgeschichte, Geschichte

### Steinzeit
Die Chilchlihöhle suchten Menschen bereits in der Altsteinzeit auf. In ihrer dreissigjährigen Forschungsarbeit haben Albert und David Andrist zusammen mit Walter Flükiger in den Jahren nach 1925 verschiedene Abschlaggeräte gefunden. Sie ordneten die Rastplätze Chilchlihöhle, Ranggiloch (1845 M.ü.M.) und Schnurenloch (1230 M.ü.M.) dem Paläolithikum, der Altsteinzeit, die mehr als 10'000 Jahre zurückliegt, zu. Grabungen im Hang unterhalb der Höhle, auf dem Höhlenvorplatz und im Höhlenboden lieferten zahlreiche Knochenfragmente von verschiedenen Tierarten. 21 Funde aus werkzeugtauglichem Gestein trugen Spuren menschlicher Bearbeitung.

### Zufluchtsort für Täufer
In der Chilchlihöhle versteckte sich Peter Thöne(n) von Reutigen, einer der Vorfahren der Familie Thöne(n). Er wurde als sogenannter Täufer nach der Reformation verfolgt und von der Berner Regierung gesucht, um des Landes verwiesen zu werden. Viele Täufer sind in die Pfalz in Deutschland, in die Niederlande und nach Amerika geflüchtet.
Siehe auch: Geschichte des bernischen Täufertums